# Distrito de Accomarca
El distrito de Accomarca (pronunciado: español [axo'maɾka]; en ortografía quechua contemporánea: Aqumarka) es uno de los ocho distritos que conforman la Provincia de Vilcas Huamán, ubicada en el Departamento de Ayacucho, Perú.

## Historia
El principal centro urbano del distrito es Accomarca ubicado a 3 380 m s. n. m.
El distrito fue creado mediante Ley n.º 15406, del 29 de enero de 1965, en el primer gobierno de Fernando Belaúnde.
En el marco del conflicto armado interno en el Perú, el 14 de agosto de 1985, en este lugar se produjo la masacre de Accomarca por parte del Ejército peruano.

## División administrativa

### Centros poblados
- Urbanos
  - Accomarca, con 1067 habitantes.
  - Huarcas (San Gabriel de Huarcas), con 279 hab.
- Consejo menor de Pongococha, con sus anexos: Ponturco, Pítecc-Portobelo e Imahuay; con 200 hab.

## Autoridades

### Municipales
- 2019 - 2022[2]
  - Alcalde: Fernando Ochoa Pomasoncco, de El Frente Amplio por Justicia, Vida y Libertad.
  - Regidores:

  1. Germán Chávez Castillo (El Frente Amplio por Justicia, Vida y Libertad)
  2. Nelida Pariona Palacios (El Frente Amplio por Justicia, Vida y Libertad)
  3. Edgar Ramírez Yuyaly (El Frente Amplio por Justicia, Vida y Libertad)
  4. Marino Pujaico Noa (El Frente Amplio por Justicia, Vida y Libertad)
  5. Juan Eder Baldeón Palacios (Movimiento Regional Gana Ayacucho)

Alcaldes anteriores
- 2015 - 2018: Salomón Donato Pariona Quispe.